# Al Jabal al Akhdar
Al Jabal al Akhdar (àrab: الجبل الأخضر, al-Jabal al-Aḫḍar) és des de l'any 2007 un dels vint-i-dos districtes o xabiyya en els quals se subdivideix políticament a Líbia, localitzant-se a l'est d'aquest país, i té una població de 203.156 habitants.

## Geografia
La seva capital és la ciutat d'Al Bayda. Entre els seus trets geogràfics més significatius es destaquen les seves costes sobre el Mar Mediterrani.
Al seu territori, a prop de la ciutat de Shahhat, es poden trobar les restes de l'antiga colònia grega de Cirene, i la veïna ciutat d'Apolònia de Cirenaica, un important port del Mar Mediterrani en l'antiguitat.
En la seva part sud es localitza la zona fèrtil de les terres altes del Jàbal al-Akhdar. El nom del sector significa ‘la Muntanya Verda’. En el nord és un lloc sec, una zona semi-desèrtica entre les terres altes i el Mediterrani en el seu extrem nord.

## Població i territori
El seu territori s'estén sobre una superfície de 7.800 quilòmetres quadrats. En aquest districte resideix una població d'unes 203.156 persones (segons el cens de l'any 2003), per tant, la densitat poblacional és de 24,9 habitants per cada quilòmetre quadrat del Districte d'Al Jabal al Akhdar.